# Иван Хуљић
Иван Хуљић (рођен 17. јануара 1988) је хрватски композитор и текстописац. Као текстописац се први пут појавио 2006. године са песмом "Задња епизода" за популарни хрватски бенд Магазин. Од тада је писао песме за хрватске поп певаче, међу којима су Дорис Драговић, Дамир Кеџо итд. Хуљић је био и композитор и продуцент неколико песама. Добио је бројне награде за свој музички и кантауторски рад, укључујући најбољу песму на Сплитском фестивалу за "Ми против нас". Поред писања песама, Хуљић је радио и као клавијатуриста у бенду Магазин. Године 2022. био је креативни директор за Fusion World Music Festival који је први пут одржан у Сплиту.

## Ране године
Иван Хуљић је рођен 17. јануара 1988. у Сплиту, од оца Тончија Хуљића, продуцента и композитора и Вјекославе Хуљић, текстописца. Има млађу сестру, поп певачицу Хану Хуљић. Хуљић је први пут почео да свира клавијатуре, када је имао 9 година. Средње образовање је завршио у приватној гимназији Краљица Јелена где је завршио све испите везане за музичку школу. Хуљића је већ у средњој школи отац убедио да буде клавијатуриста, иако је у почетку није био вољан да преузме такву улогу. Хуљић је завршио студије права на Свеучилишту у Сплиту.

## Каријера

### 2006–2010: клавијатуриста и текстописац за Магазин
Први пут је свирао клавијатуре за песму "Пиши ми" 2008. године када се придружио бенду у ресторану Коколо. Од тада је свирао у групи неколико година. Хуљић се први пут као текстописац јавио 2006. године када је написао песму "Задња епизода" за популарни бенд Магазин. Наставио је да пише текстове и музику за неколико песама бенда, док је Ивана Ковач била певачица. Поред тога, од 2008. године служио је и као клавијатуриста у бенду. Хуљић је 2011. године био заслужан као један од клавијатуриста за албум Бижутерија Јелене Розге.

### 2015 – данас: деби писања песама, компоновања и креативног директора
Године 2015. Хуљић је заједно са Вјекославом био продуцент и текстописац неколико песама на албуму Дорис Драговић Ја вјерујем, укључујући „Ни ричи“, „Свит не море знат“, „Звир“. Хуљић је 2018. године добио награду за најбољу песму на Сплитском фестивалу за песму "Ми против нас" за коју је био главни текстописац и коју су извели Доменика и Дамир Кеџо. Хуљић је 2021. године написао музику за "Сна'ћу се ја" Дорис Драговић.
У лето 2022. године, Хуљић је био креативни директор Fusion World Music Festival-а у Сплиту, што је означило његов први музички пројекат таквог обима. Он је осмислио концепт фестивала који је укључивао наступе међународних, али и хрватских уметника. Он је прокоментарисао да је фестивалом желео да се бори против економске кризе у Европи 2022. године. Након успеха, Хуљић је најавио и своје планове да следеће године ради на тродневном фестивалу.

## Креативни процес
Иван Хуљић је 2022. године у једном интервјуу изјавио да му је важно радити на више фронтова у музичком процесу истовремено, укључујући креативни, лирски и музички правац, како би се „разбила монотонија“. Открио је да највећа музичка инспирација долази када наступа на гитари или клавиру. Заједно са мајком је радио и либрета и текстове за мјузикле, који нису успели да се реализују због ограничења и кашњења изазваних пандемијом. Хуљић је 2022. године изјавио да се радије уздржава од давања интервјуа и да то ради само неколико пута дугорочно.